# 101 lời cầu hôn
101 lời cầu hôn (tiếng Hàn: 101번째 프로포즈; Romaja: 101 Beonjjae Peuroposeu là một bộ phim truyền hình Hàn Quốc 2006 với sự tham gia của diễn viên Lee Moon-sik avà Park Sun-young. Phim chiếu trên SBS từ 29 tháng 5 đến 25 tháng 7 năm 2006 vào mỗi thứ 2&3 lúc 21:55 gồm 15 tập.
Phim làm lại từ phim truyền hình Nhật Bản 101 lời cầu hôn (101回目のプロポーズ 101 kaime no Puropozu) chiếu trên Fuji TV naem 1991.
Tại Việt Nam, phim được TVM Corp. mua bản quyền và phát sóng trên kênh HTV3.

## Phân vai
Vai chính
- Lee Moon-sik vai Park Dal-jae[2]
- Park Sun-young vai Han Soo-jung
- Song Chang-eui vai Seo Hyun-joon
- Jung Sung-hwan vai Jung Woo-suk

Vai phụ
- Im Hyun-shik vai Park Chang-man
- Lee Joong-moon vai Park Min-jae
- Hong Soo-ah vai Han Geum-jung
- Choi Ran vai Jang Eun-im
- Kim Hyung-ja vai Yeom Sun-ja
- Jo Eun-sook vai Noh Jung-soon
- Kim Ji-hye vai Noh Chae-young
- Jeong Kyeong-ho vai Oh Yong-pil
- Lee Joon-gi vai anh (cameo)